# Amanda Michalopoulou

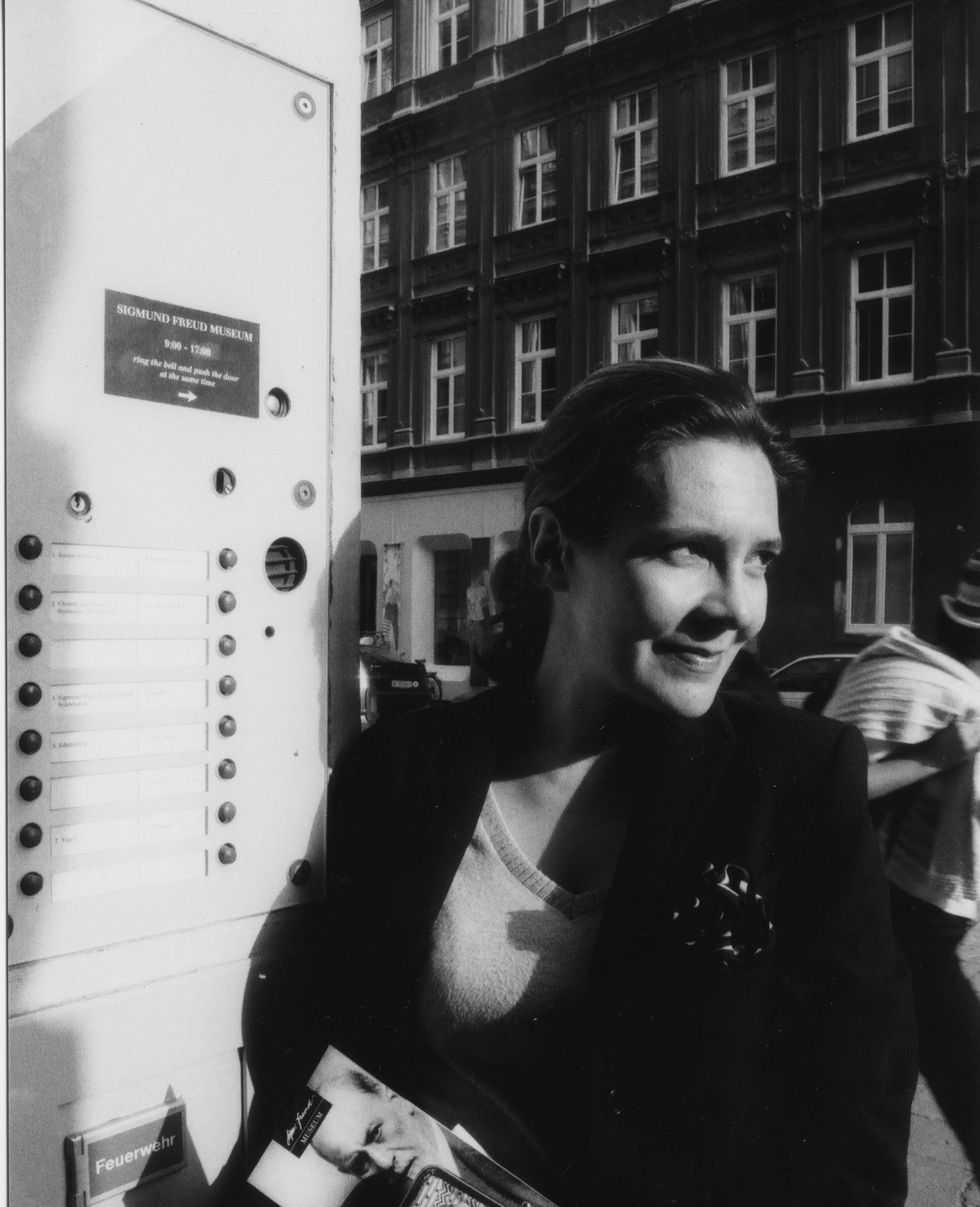
Amanda Michalopoulou (2012)

Amanda Michalopoulou (griechisch Αμάντα Μιχαλοπούλου; * 1966 in Athen) ist eine griechische Autorin.

## Leben
Amanda Michalopoulou ist eine der profiliertesten und weltläufigsten Schriftstellerinnen Griechenlands. Sie studierte französische Literatur in Athen und Journalistik in Paris und arbeitete von 1990 bis 2008 als Kolumnistin für die griechische Zeitung Kathimerini. Ihre zahlreichen Stipendien haben sie an verschiedene Orte geführt; von 2004 bis 2010 lebte sie in Berlin und war 2004 Gast des Berliner Künstlerprogramms des DAAD. Mittlerweile (Stand: ?) hat sie sechs Romane, drei Erzählbände, mehrere Kinderbücher und einen Jugendroman veröffentlicht, drei davon auch in deutscher Übersetzung. Ihr erster Roman Oktopusgarten wurde 1996 von der Literaturzeitschrift Diavaso zum besten Roman des Jahres gekürt. Seitdem erhielt sie mehrere griechische und internationale Preise für ihre Arbeiten, unter anderem für ihre Geschichtensammlung Λαμπερή μέρα 2013 die bedeutendste Auszeichnung für griechische Autoren, den Nationalen Preis für Literatur der Akademie von Athen (Βραβείο Διηγήματος Πέτρου Χάρη). Ihre Werke wurden inzwischen in 15 Sprachen übersetzt. Heute lebt und arbeitet Michalopoulou in Athen.
Ab dem 21. Juni 2015 veröffentlichte sie im Tagesspiegel eine Artikelreihe über den griechischen Alltag in Zeiten der Krise.

## Werke (Auszug)
Deutsch
- Die Erben des Odysseus. Griechische Erzählungen der Gegenwart. DTV München, 2001. (Vier Quartette. S. 50–58). ISBN 3-423-12905-0.
- So ist das Leben. Roman. Rotbuch Verlag, Hamburg 2001, ISBN 978-34345308-6-2.
- Oktopusgarten. Roman. Rotbuch Verlag, Hamburg 1999, ISBN 978-34345302-4-4.

Griechisch
- Μπαρόκ. Kastaniotis Editions, Athen 2018, ISBN 978-960-03-6363-0.
- Η γυναίκα του Θεού. Kastaniotis Editions, Athen 2014, ISBN 978-960-03-5747-9.
- Έξω η ζωή είναι πολύχρωμη. Kastaniotis Editions, Athen 2014, ISBN 978-960-03-5695-3.
- Έρχεται ο Ίνξορ. Patakis Publishers, Athen 2012, ISBN 978-960-16-4724-1.
- Λαμπερή μέρα. Kastaniotis Editions, Athen 2012, ISBN 978-960-03-5458-4.
- Η εγγονή του Αϊ-Βασίλη και η εξαφάνιση των ξωτικών. Kastaniotis Editions, Athen 2011, ISBN 978-960-03-5382-2.
- Ελληνικά εγκλήματα 4. Kastaniotis Editions, Athen 2011, ISBN 978-960-03-5317-4.
- Πώς να κρυφτείς. Kastaniotis Editions, Athen 2010, ISBN 978-960-03-5140-8.
- Η εγγονή του Αϊ-Βασίλη και τα μπισκότα της αγάπης, Kastaniotis Editions, Athen 2009, ISBN 978-960-03-5010-4.
- Ελληνικά εγκλήματα 2. Kastaniotis Editions, Athen 2008, ISBN 978-960-03-4732-6.
- Ο Ισίδωρος και ο ναυαγός. Pataki Editions, Athen 2008, ISBN 978-960-16-2587-4.
- Η Χήνα, Kastaniotis Editions, Athen 2008, ISBN 978-960-03-4695-4.
- Η εγγονή του Αϊ-Βασίλη. Kastaniotis Editions, Athen 2007, ISBN 978-960-03-4580-3.
- Πριγκίπισσα Σαύρα. Kastaniotis Editions, Athen 2007, ISBN 978-960-03-4469-1.
- Το ερωτικό των τεσσάρων. Kastaniotis Editions, Athen 2006, ISBN 960-03-4196-6.
- Θα ήθελα. Kastaniotis Editions, Athen 2005, ISBN 960-03-4014-5.
- Όσες φορές αντέξεις. Kastaniotis Editions, Athen 2005, ISBN 960-03-3954-6.
- Γιατί σκότωσα την καλύτερή μου φίλη. Kastaniotis Editions, Athen 2003, ISBN 960-03-3349-1.
- Παλιόκαιρος. Kastaniotis Editions, Athen 2001, ISBN 960-03-2953-2.
- Γιάντες, Kastaniotis Editions, Athen 1996, ISBN 978-960-03-1738-1.